# عطر القداح

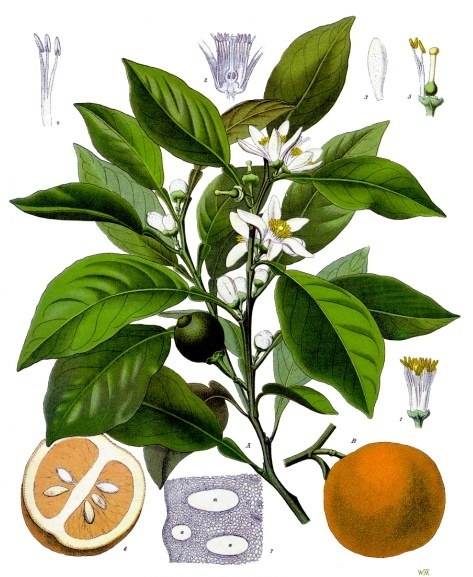
أوراق النارنج وأزهاره وثماره

عطر أو دهن القدَّاح دهنٌ يُستحصل عليه من تقطير زهر النارنج. رائحته حلوة وعسلية ومعدنية إلى حد ما مع جوانب خضراء وحارة. يُستخرج ماء الزهر أيضًا من نفس الزهرة ويستخدم كلا المستخلصين على نطاق واسع في صناعة العطور. يمكن وصف زهر البرتقال بأنه أكثر حلاوة ودفئًا ورائحة زهرية أكثر من عطر القداح. الفرق بين رائحة عطر القداح وزهر البرتقال ولماذا يُشار إليهما بأسماء مختلفة ، هو نتيجة لعملية الاستخراج التي تُستخدم للحصول على الزيت من الأزهار. يُستخرج عطر القداح عن طريق التقطير بالبخار في حين يستخلص زهر البرتقال من خلال عملية نقع الزهر (نادرًا ما تستخدم في الوقت الحاضر بسبب التكاليف الباهظة) أو الاستخلاص بالمذيبات.

## الإنتاج
تجمع الأزهار باليد في أواخر أبريل إلى أوائل مايو. يستخلص الزيت عن طريق التقطير بالبخار. تونس والمغرب ومصر هم المنتجون الرئيسيون لعطر القداح.

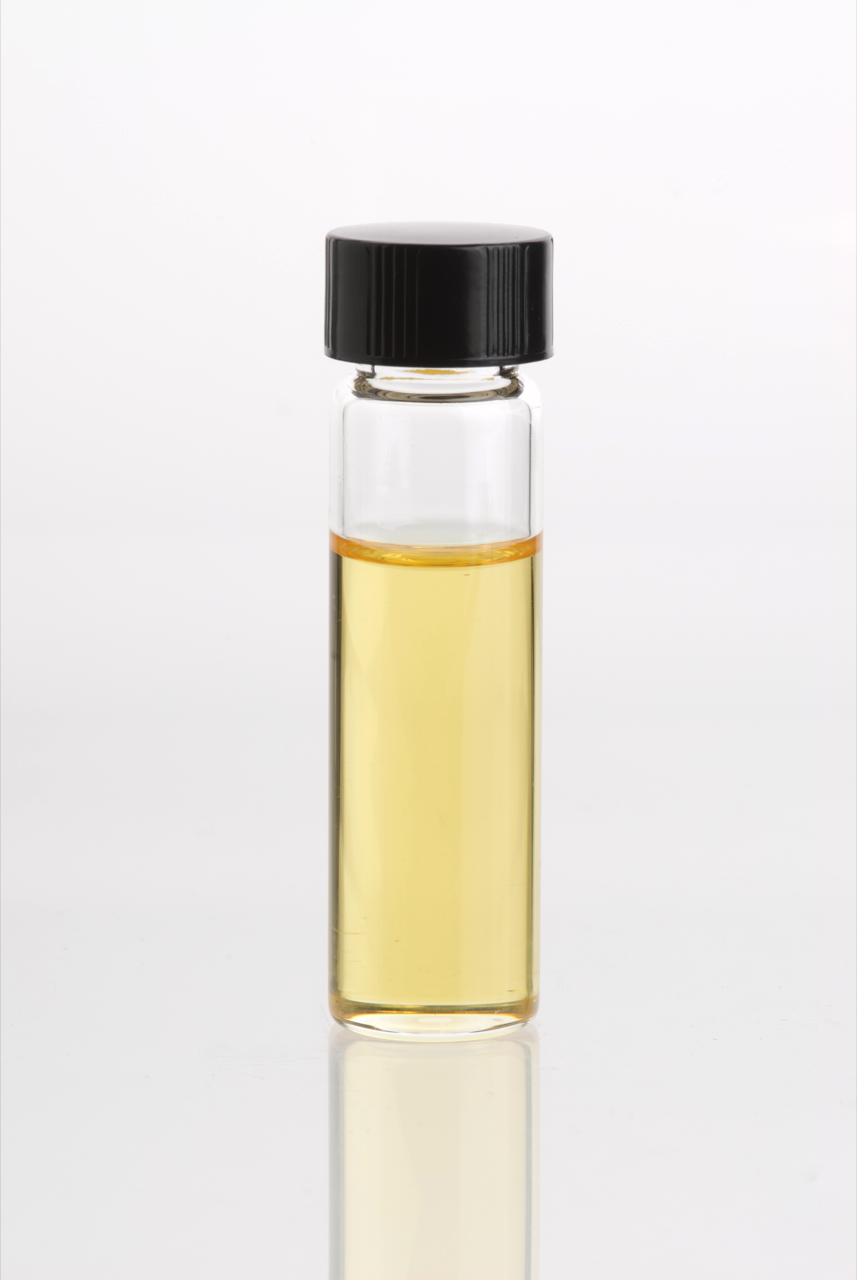
عطر القداح في قارورة زجاجية شفافة

عطر القداح هو أحد أكثر زيوت الأزهار استخدامًا في صناعة العطور. قد يسبب زهر البرتقال التحسس مثل العديد من المواد الخام بسبب احتوائه على نسبة عالية من التربينات العطرية ؛ على سبيل المثال ، لينالول ، ليمونين ، فارنيسول ، جيرانيول وسيترال. يمتزج جيدًا مع أي زيت حمضيات ومختلف الأزهار المطلقة ومعظم المكونات الاصطناعية المتوفرة في السوق. وله استخدام مطعم محدود. يُقال إن عطر القداح هو أحد المكونات في الوصفة السرية الخاضعة لحراسة مشددة لمشروب Coca-Cola الغازي. إنه مكون مطعم لوصفات الكولا مفتوحة المصدر مع أن بعضها تعتبره اختياريًا نظرًا لارتفاع التكلفة.